# Il poeta è tornato
Il poeta è tornato è un libro di Michael Connelly, uscito nel 2004 con il titolo originale The Narrows. È il decimo romanzo dedicato alla serie del detective Hieronymus "Harry" Bosch.
The Narrows, oltre al protagonista, mette in scena alcuni personaggi del romanzo Il poeta: in particolare il giornalista Jack McEvoy e l'agente FBI Rachel Walling; perciò è considerato anche una continuazione de "Il poeta"

## Trama
Il detective Harry Bosch viene chiamato ad investigare sulla morte dell'ex-agente FBI Terry McCaleb: la moglie non è convinta che si tratti di un problema al cuore. Bosch inizia a sospettare che il noto serial killer Il poeta, presunto morto, possa essere il colpevole. Nel frattempo l'agente FBI Rachel Walling, che si era occupata del caso del Poeta, viene informata che il serial killer potrebbe essere tornato: un GPS avente un'impronta del Poeta conduce gli agenti nel deserto del Nevada vengono ritrovati dei cadaveri. Le indagini di Bosch lo condurranno proprio nel Nevada. Bosch e Walling uniranno le loro forze per dare la caccia al serial killer.

## Edizioni
- Michael Connelly, Il poeta è tornato, traduzione di Anna Rusconi, 1ª ed., collana Maestri del thriller, Piemme, 2007, ISBN 978-88-384-8975-4.